# Cody Christian
Cody Allen Christian (* 15. dubna 1995, Portland, Maine, Spojené státy americké) je americký herec. Nejvíce se proslavil rolí Thea Raekena v seriálu MTV Vlčí mládě, Mika Montgomeryho v seriálu stanice ABC Family Prolhané krásky a Ashera v seriálu stanice The CW Fotbalový talent.

## Kariéra
Jedna z jeho prvních rolí byla role mladšího bratra Arii Montgomery, Mika v seriálu stanice ABC Family Prolhané krásky. Dále se objevil v seriálech jako Pravá krev nebo Chirurgové. V roce 2011 se objevil ve filmu Sejmout zabijáka a ve filmu The Starving Games, parodii na filmy Hunger Games.
Od roku 2015 hrál roli Thea Raekena v seriálu stanice MTV Vlčí mládě. Objevil se tedy v 5. a 6. řadě seriálu. V roce 2016 si zahrál roli Dylana ve filmu Submerged. V roce 2018 získal jednu z hlavních rolích v seriálu stanice The CW Fotbalový talent.

## Filmografie

### Film
| Rok  | Název                                  | Role               | Poznámky    |
| ---- | -------------------------------------- | ------------------ | ----------- |
| 2006 | The Profound Mysteries of Tommy Kuglar | Mladý Tommy Kuglar | krátký film |
| 2006 | Corndog of Tolerance                   | Dítě               | krátký film |
| 2009 | Náhradníci                             | Kluk               |             |
| 2011 | Sejmout zabijáka                       | Mladý Danny Greene |             |
| 2013 | The Starving Games                     | Peter Malarkey     |             |
| 2015 | Submerged                              | Dylan              |             |
| 2018 | Mladí zabijáci                         | Johnny             |             |
| 2018 | Notorious Nick                         | Nick Newell        |             |

### Televize
| Rok       | Název             | Role            | Poznámky                                                   |
| --------- | ----------------- | --------------- | ---------------------------------------------------------- |
| 2007      | State of Mind     | Adam            |                                                            |
| 2007      | Zpátky do studia  | Xander Tucker   | díl: „Gracie a šikana“                                     |
| 2008      | Pravá krev        | Screaming Boy   | díl: „Sparks Fly Out“                                      |
| 2010      | Chirurgové        | Brad Walker     | díl: „Stav lásky a důvěry“                                 |
| 2010–2015 | Prolhané krásky   | Mike Montgomery | vedlejší role (1.–2., 4.–5. řada), host (6. řada), 29 dílů |
| 2012      | Laboratorní krysy | Kavan           | díl: „Crush, Chop, and Burn, Part I“                       |
| 2012      | Beautiful People  | Kyle            | TV film                                                    |
| 2012      | Tělo jako důkaz   | Greg Lux        | díl: „Home Invasion“                                       |
| 2013      | Austin a Ally     | Elliot          | epizoda: "Campers & Complications"                         |
| 2013      | Supah Ninjas      | Flint Forster   | díly: „Flint Forster“, „Finding Forster“ a „Spring Fling“  |
| 2014      | Táta to zvládne   | Evan            | díl: „See Dad Roast the Toast“                             |
| 2015–2017 | Vlčí mládě        | Theo Raeken     | vedlejší role (5. a 6. řada), 30 dílů                      |
| 2018–2024 | Fotbalový talent  | Asher           | hlavní role                                                |